# Kumpel z przeszłości. 1944 Live
Kumpel z przeszłości. 1944 Live – kampania społeczna zainspirowana 65. rocznicą wybuchu powstania warszawskiego, najprawdopodobniej najbardziej nagradzany projekt polskiej reklamy. Kampania była realizowana przez 63 dni, od końca lipca do października 2009 roku, na portalu społecznościowym Facebook.

## Opis projektu
Autorzy projektu stworzyli na portalu Facebook, dwa fikcyjne profile: Sosna Dwadziesciacztery i Kostek Dwadziesciatrzy. Była to para młodych warszawiaków, którzy „na żywo” przez 63 dni, 24 godziny na dobę relacjonowali swoją historię z powstańczej Warszawy, jakby miała miejsce dziś. Wykorzystując funkcjonalności portalu Facebook utworzono wirtualny pamiętnik powstańczy ilustrowany zdjęciami, linkami oraz piosenkami z tamtego okresu. Stworzono typowe dla portalu quizy historyczne oraz nakręcono filmy paradokumentalne przy pomocy telefonu komórkowego. Sosna i Kostek pojawili się także w realnym świecie, zapraszając do ulicznej gry w poszukiwanie alianckich „zrzutów”. Dzięki zastosowanym działaniom udało się zaprząc nowe technologie do „zakrzywienia czasu”, przenieść użytkowników portalu Facebook na moment do 1944 roku i sprawić, że temat powstania warszawskiego stał się żywo dyskutowany przez młodych ludzi. Na zakończenie kampanii odbyło się podsumowujące spotkanie ze znajomymi Kostka i Sosny w realu.

## Cele projektu
Celem kampanii społecznej „Kumpel z przeszłości. 1944 Live” było przełamanie mentalnej bariery części młodych Polaków, którzy twierdzą, że tematyka historyczna, a zwłaszcza okres II wojny światowej jest dla nich mało interesujący. Celem kampanii było wygenerowanie jak największego społecznego zainteresowania tematem ze szczególnym naciskiem na młodych ludzi przy zerowym budżecie, posługując się jedynie bezpłatnymi formami generowania contentu w Internecie i mediach społecznościowych. Kampania skierowana była do grupy osób w wieku 15-35 lat. Projekt miał przekazywać rzetelną wiedzę dotyczącą powstania warszawskiego posługując się przy tym nowoczesną edukacją historyczną.

## Grupa docelowa
Projekt kierowany był do młodych (15-35 l.) użytkowników Internetu.

## Przeprowadzone działania

### „Sosna” i „Kostek” na Facebooku
Na portalu społecznościowym Facebook zostały stworzone profile dwojga młodych ludzi – „Sosny” i „Kostka” – fikcyjnych powstańców, którzy relacjonowali przebieg powstania warszawskiego.

### Rekonstrukcja ulicznych walk
Nakręcono kilka krótkich „scen historycznych” z udziałem „Sosny” i „Kostka”. W realizacji filmów udział wzięła grupa rekonstruująca wydarzenia historyczne związana ze Stowarzyszeniem Tradycji Armii Krajowej, Grupa Rekonstrukcji Historycznej „Czata 49” oraz Harcerska Grupa Historyczna „Wigry”.

### Akcja „Zrzuty”
Elementem projektu była realizacja akcji ulicznej „zrzuty”. Na podstawie wskazówek umieszczonych na profilu Sosny, internauci mieli za zadanie znaleźć w Warszawie miejsca zrzutów alianckich (broń namalowaną sprayem na murze), sfotografować znalezisko, a zdjęcie umieścić na profilu Kostka.

### Komentarze i quizy
Interaktywny charakter Facebooka został wykorzystany do wzbudzania dyskusji na temat opowiadanych przez powstańców wydarzeń. Przygotowano quizy dotyczące bohaterów powstania, a dzięki możliwości komentowania ich, dano osobom śledzącym losy „Kostka” i „Sosny” możliwość udziału w tworzeniu opowiadanej historii.

### Spotkanie z Internautami podsumowujące projekt
Na zakończenie projektu odbyło się spotkanie, na którym wszyscy „przyjaciele” Sosny i Kostka mieli okazję poznać kulisy realizacji projektu, porozmawiać z „powstańcami” oraz posłuchać recytacji najciekawszych wpisów odczytanych przez studentów szkoły aktorskiej.

### Media relations
O akcji poinformowały największe polskie dzienniki, tygodniki oraz prasa tematyczna. O projekcie „Kumpel z przeszłości. 1944 Live” pisano nie tylko w kontekście wydarzeń historycznych, ale również nowoczesnych metod edukacji. Informacje o projekcie „Kumpel z przeszłości. 1944 Live” pojawiły się także w największych dziennikach telewizyjnych oraz w radio.

## Efekty
„Sosna” i „Kostek” stali się jednymi z najpopularniejszych postaci prywatnych na polskim Facebooku w roku 2009. W sytuacji, gdy portal ten dopiero zyskiwał popularność w Polsce, zdobyli ponad 4000 przyjaciół, którzy skomentowali ich 800 wpisów oraz przeprowadzili 1512 godzin dyskusji o powstaniu warszawskim. Byli wśród nich ludzie znani: dziennikarze, artyści oraz przede wszystkim – młodzi ludzie, którzy w ten sposób „przeżywali” historię Sosny i Kostka, a następnie śmierć jednego z bohaterów.
Realizując projekt rozbudzano emocje młodych internautów i zainteresowano ich losami powstańczych bohaterów. Pod wpisami „Sosny” i „Kostka” pojawiały się bardzo emocjonalne komentarze kibicujących im młodych fanów. Realizacją projektu zainteresowały się zarówno media krajowe, jak i zagraniczne. W Polsce ponad 5 mln osób dowiedziało się o „Kumplu z Przeszłości” za pośrednictwem m.in. jednego z głównych wydań „Panoramy”, ponad 85 tys. osób usłyszało o nim w radio, tysiące przeczytały w najpopularniejszych dziennikach. O zastosowanej w projekcie koncepcji pisały największe polskie oraz anglojęzyczne serwisy informacyjne dla marketerów, jak m.in. Media i Marketing Polska, Brief, Marketing w Praktyce, Ads of The World, czy U Talk Marketing.
„Kumpel z przeszłości. 1944 Live” był pierwszym w Polsce projektem łączącym strategię kampanii marketingowych w mediach społecznościowych z nowoczesną edukacją historyczną. Projekt wyróżniał się sposobem łączności z odbiorcami, doborem kanału komunikacyjnego, jak i ogromem zainteresowania jakie wzbudził. „Kumpel z przeszłości. 1944 Live” został przedstawiony na konferencji „Facebook Now!” prezentującej możliwości prowadzenia komunikacji marketingowej na tym serwisie.
Kampanię udało się zrealizować niemal bez ponoszenia nakładów finansowych. Wszyscy, którzy brali udział w realizacji projektu pracowali pro publico bono.

## Przyznane wyróżnienia
- Cannes Lions – Srebrny Lew i shortlista
- Effie – złoto w kategorii media idea i srebro w kategorii Pro Bono
- Golden Drum – srebro – statuetka w kategorii public engagement & participation
- The Intercontinental Advertising Cup – finalista
- Spotlight Award – srebro
- SABRE Awards 2010 – najlepsza kampania PR w krajach nadbałtyckich.
- Epica 2009 – główna nagroda
- Złoty Spinacz – nagrody w kategorii kampania społeczna oraz PR-online
- Złote Orły – 3 Złote Orły (Interactive – interaktywne działania reklamowe oraz Kampania społeczna 2009) i Grand Prix.
- Media Trendy 2010 – podwójne GrandPrix na Media Trendach kategorie: innowacje w mediach i innowacje w planowaniu mediów
- KTR 2010 – 3 nagrody: 2 złote statuetki w kategorii active advertising i jedną w kategorii media interaktywne.
- Kreatura 2010 – nagroda w kategorii reklama społeczna
- Internetowa 5 – główna nagroda
- Kampanie Społeczne Roku 2009 – w kategorii kampanie instytucji publicznych i agend rządowych
- Magellan Awards – brąz w kategorii community relations

## Autorzy
Autorem projektu jest agencja reklamowa San Markos, pomysłodawcami: Michał Berger oraz Tomasz Chojnacki. W postacie Sosny i Kostka wcielili się Agata Grosicka i Artur Klimek. „Kumpel z przeszłości” został zrealizowany przez San Markos wspólnie z firmą On Board PR na zasadach pro publico bono dla Biura Promocji Miasta Stołecznego Warszawy. Patronat nad projektem objęła Prezydent Miasta Stołecznego Warszawy Hanna Gronkiewicz-Waltz.
Realizacja filmów archiwalnych: Bastien Loiseau-Majewski.